# Championnats d'Afrique de gymnastique artistique 2009
Navigation
Édition précédente Édition suivante
Les championnats d'Afrique de gymnastique artistique masculine 2009 sont des championnats de gymnastique artistique qui se sont tenus du 29 janvier au 5 février 2009 au Caire en Égypte et qui ont opposé des représentants de différents pays d'Afrique. Ils ont concerné les catégories seniors et juniors hommes et dames.

## Podiums

### Seniors hommes
| Épreuves                     | Or                                                                                   | Argent                                                                                   | Bronze                                                                |
| ---------------------------- | ------------------------------------------------------------------------------------ | ---------------------------------------------------------------------------------------- | --------------------------------------------------------------------- |
| Concours général par équipes | Égypte Waleed Saaed Tamer Ahmed Ragab Abd Alrahman Sobhi Mohamed Soror Eslam Shaheen | Algérie Karim Guezgouz Abdelkader Guetaaf Belkacem Tahi Sid Ali Ferdjani Fateh Ait Saada | Afrique du Sud Christo Malan Tyrono Morris Waldo Cottle Lindo Ngcongo |
| Concours général individuel  | Wajdi Bouallègue                                                                     | Saber Arfaoui                                                                            | Mohamed Sayed Sorour                                                  |
| Sol                          | Wajdi Bouallègue                                                                     | Saber Arfaoui                                                                            | Karim Guezgouz                                                        |
| Cheval d'arçons              | Sid Ali Ferdjani                                                                     | Eslam Shaheen                                                                            | Abd Alrahman Sobhi                                                    |
| Anneaux                      | Waleed Saïd                                                                          | Mohamed Sayed Sorour                                                                     | Waldo Cottle                                                          |
| Saut de cheval               | Mohamed Sayed Sorour                                                                 | Saber Arfaoui                                                                            | Wajdi Bouallègue                                                      |
| Barres parallèles            | Wajdi Bouallègue                                                                     | Saber Arfaoui                                                                            | Waleed Saïd                                                           |
| Barre fixe                   | Sid Ali Ferdjani                                                                     | Eslam Shaheen                                                                            | Belkacem Tahi                                                         |

### Juniors hommes
| Épreuves                     | Or                        | Argent              | Bronze              |
| ---------------------------- | ------------------------- | ------------------- | ------------------- |
| Concours général par équipes | Égypte                    | Algérie             | Maroc               |
| Concours général individuel  | Mohamed Sherif Al Saharty | Hillal Metidji      | Khaled Mustapha     |
| Sol                          | Mohamed Sherif Al Saharty | Khaled Mustapha     | Hillal Metidji      |
| Cheval d'arçons              | Amir Hacib                | Tarek Hamdi Shalaby | Hillal Metidji      |
| Anneaux                      | Mohamed Sherif Al Saharty | Tarek Hamdi Shalaby | Khaled Mustapha     |
| Saut de cheval               | Mohamed Sherif Al Saharty | Khaled Mustapha     | Sherif Goudat       |
| Barres parallèles            | Mohamed Sherif Al Saharty | Khaled Mustapha     | Hillal Metidji      |
| Barre fixe                   | Mohamed Sherif Al Saharty | Hillal Metidji      | Mohamed Ahmed Magdy |

### Seniors dames
| Épreuves                     | Or                                                                              | Argent                                                                                 | Bronze                                                                     |
| ---------------------------- | ------------------------------------------------------------------------------- | -------------------------------------------------------------------------------------- | -------------------------------------------------------------------------- |
| Concours général par équipes | Égypte Salma Mahmoud Rawan Tara Heba Mostafa Norhan Ahmed Saad Sherine El Zeiny | Afrique du Sud Simone Snyder Candice Cronje Jennifer Khwela Frances Ayres Chantel Swan | Namibie Chloe Hansen Nonna van der Merwe Lynique Louw Kimberly-Ann Van Zyl |
| Concours général individuel  | Sherine El Zeiny                                                                | Jennifer Khwela                                                                        | Salma Mahmoud El Saied                                                     |
| Sol                          | Salma Mahmoud El Saied                                                          | Norhan Ahmed Saad                                                                      | Jennifer Khwela                                                            |
| Poutre                       | Salma Mahmoud El Saied                                                          | Rawan Tara                                                                             | Sherine El Zeiny                                                           |
| Saut de cheval               | Sherine El Zeiny                                                                | Jennifer Khwela                                                                        | Norhan Ahmed Saad                                                          |
| Barres asymétriques          | Sherine El Zeiny                                                                | Jennifer Khwela                                                                        | Salma Mahmoud El Saied                                                     |

### Juniors dames
| Épreuves                     | Or                  | Argent         | Bronze               |
| ---------------------------- | ------------------- | -------------- | -------------------- |
| Concours général par équipes | Égypte              | Afrique du Sud | Maroc                |
| Concours général individuel  | Esrae Afifi Aoushan | Sandy Effat    | Ashleigh Heldesinger |
| Sol                          |                     |                |                      |
| Poutre                       |                     |                |                      |
| Saut de cheval               |                     |                |                      |
| Barres asymétriques          |                     |                |                      |

## Tableau des médailles
| Rang  | Nation         | Or | Argent | Bronze | Total |
| ----- | -------------- | -- | ------ | ------ | ----- |
| 1     | Égypte         | 18 | 11     | 11     | 40    |
| 2     | Algérie        | 3  | 4      | 5      | 12    |
| 3     | Tunisie        | 3  | 4      | 1      | 8     |
| 4     | Afrique du Sud | 0  | 5      | 4      | 9     |
| 5     | Maroc          | 0  | 0      | 2      | 2     |
| 6     | Namibie        | 0  | 0      | 1      | 1     |
| TOTAL | TOTAL          | 24 | 24     | 24     | 72    |

## Source
- Résultats des championnats d'Afrique de gymnastique 2009 : ,